# Oront II.
Oront II. (perz. Arvanta, grč. Ορόντης, Orontes) je bio posljednji satrap Armenije u službi Ahemenidskog Carstva.
Oront II. je bio sin Oronta I. i perzijske princeze Rodogine. Zajedno s Mitraustom predvodio je Armence u bitci kod Gaugamele, dok je na položaju armenskog satrapa zamijenio Darija III. koji je 336. pr. Kr. postao perzijskim velikim kraljem. S obzirom kako popriličan broj ranijih i kasnijih armenskih satrapa i generala također nosi ime „Oront“, pretpostavlja se kako je Oront II. pripadao tzv. Orontidskoj dinastiji, koja vuče podrijetlo od Sedam Perzijanaca; točnije Hidarna Starijeg. Budući kako je Aleksandar Makedonski osvojio samo južni dio Armenije, smatra se kako je Oront II. i poslije pada Perzijskog Carstva nastavio vladati kao armenski vladar. Umro je oko 316. pr. Kr.

## Poveznice
- Darije III.
- Bitka kod Gaugamele

| Prethodnik:                               | Satrap Armenije (336. - 331. pr. Kr.) | Nasljednik:                                                                          |
| Darije III. Kodoman (344. - 336. pr. Kr.) | Satrap Armenije (336. - 331. pr. Kr.) | Nitko (Armenija se dijelom osamostaljuje, a dijelom postaje dio Makedonskog Carstva) |

## Vanjske poveznice
- [neaktivna poveznica]
- Oront (Orontes), AncientLibrary.com  Arhivirana inačica izvorne stranice od 30. prosinca 2005. (Wayback Machine)
- Pierre Briant: „Od Kira do Aleksandra: Povijest Perzijskog Carstva“ (From Cyrus to Alexander: A History of the Persian Empire), preveo Peter Daniels, Indiana: Eisenbrauns, 2002., str. 1003.